# Salmijärvi (Övertorneå socken, Norrbotten)
Salmijärvi är en sjö i Övertorneå kommun i Norrbotten och ingår i Sangisälvens huvudavrinningsområde.